# Jean-Baptiste Mauzaisse
Jean-Baptiste Mauzaisse est un peintre et lithographe français né à Corbeil, le 1er novembre 1784 et mort à Paris le 15 novembre 1844.

## Biographie
Né à Corbeil au 16, rue Notre-Dame, Jean-Baptiste Mauzaisse était issu d'un milieu modeste ; son père était organiste à la cathédrale Saint-Spire et ne put lui payer d'études. Il entra le 16 novembre 1803 à l'atelier de François-André Vincent à l'École des beaux-arts de Paris. Il va débuter au Salon de 1808 et obtiendra quatre ans plus tard une médaille d'or de 1re classe avec son Arabe pleurant son coursier. Il dut au départ mettre son talent au service des autres peintres. Il reçut des commandes de l'État : de Louis XVIII pour ses appartements : Prométhée, Tantale en 1819 (Amiens, musée de Picardie), ainsi que pour le musée historique de la part de Louis-Philippe : Louis-Philippe sur le champ de Bataille de Valmy en 1837. Il décora également plusieurs plafonds du palais du Louvre en 1822, Le Temps montrant les ruines et les chefs-d'œuvre dont il complétera le décor par les figures des quatre saisons dans les voussures et des quatre éléments, des Sciences, des Arts, du Commerce et de la Guerre sur les murs, cette salle porte le nom de salle des Bijoux, aujourd'hui salle des verres antiques et le vestibule de la galerie d'Apollon avec les grisaille de la rotonde d'Apollon.
Il réalisa des tableaux pour deux cathédrales : Bourges et Nantes. De passage à Rouen, il dessine une lithographie de grand format, Saint Jean debout, vu de face tenant un ciboire à la main gauche. Les effets de clair-obscur sont rendus de façon admirable par l'artiste qui fait l'unanimité de la critique dans cet ouvrage.
Son atelier est à Paris, rue Neuve Saint-Georges.
En 1861 furent vendues 59 lithographies de l'artiste de la collection Parguez.

## Œuvres
| Image | Titre | Date      | Dimensions     | Notes           | Lieu de conservation                                       |
| ----- | --- | --------- | -------------- | --------------- | ---------------------------------------------------------- |
|       | |           |                |                 |                                                            |
|       | Portrait de Ferdinand Bourjot en aide de camp                                                                                            | 1812      | 66 × 54 cm     |                 | Dijon, musée des Beaux-Arts                                |
|       | Portrait de Muneret | 1812      | 65 × 54 cm     |                 | Paris, musée du Louvre                                     |
|       | L'Arabe pleurant son coursier | 1812      | 81,3 × 99,1 cm |                 | Birmingham (Alabama), Museum of Art                        |
|       | L'Arabe pleurant son coursier | 1812      | 230 × 175 cm   |                 | Angers, musée des Beaux-Arts                               |
|       | Mario Giosi, fils | 1812      | 65 × 54 cm     |                 | Paris, musée du Louvre                                     |
|       | Portrait de M.Durand | vers 1815 | 59,5 x 48,4 cm | huile sur toile | Orléans, musée des Beaux-Arts                              |
|       | Le Baptême de Clorinde | 1817      | 325 × 260 cm   |                 | Bordeaux, musée des Beaux-Arts                             |
|       | Pierre-Jean-Baptiste Constant, comte de Suzannet, général vendéen                                                                        | 1817      | 220 × 143 cm   |                 | Cholet, musée d'Art et d'Histoire                          |
|       | L'Arioste respecté par les brigands | 1817      | 154 × 215 cm   |                 | Melun, musée municipal                                     |
|       | Prométhée (esquisse) | 1819      |                |                 | Amiens, musée de Picardie                                  |
|       | Prométhée | 1819      | 131 × 160 cm   |                 | perdu, autrefois à Amiens, musée de Picardie               |
|       | Tantale | 1819      | 131 × 160 cm   |                 | Amiens, musée de Picardie                                  |
|       | Les Danaïdes | 1819      | 157 × 184 cm   |                 | perdu, autrefois à Issoudun, musée de l'hospice Saint-Roch |
|       | Portrait de l'abbé Grégoire | 1820      | 110 × 73 cm    |                 | Paris, musée Carnavalet                                    |
|       | Le Temps montrant les ruines qu'il amène et les chefs-d'œuvre qu'il laisse ensuite découvrir                                             | 1822      | 51 × 56 cm     |                 | Paris, musée du Louvre                                     |
|       | Le Temps montrant les ruines qu'il amène et les chefs-d'œuvre qu'il laisse ensuite découvrir                                             | 1822      |                |                 | Paris, musée du Louvre                                     |
|       | Hercule jetant Lycas dans la mer | 1822      | 325 × 272 cm   |                 | Grenoble, musée des Beaux-Arts                             |
|       | Portrait équestre d'Henri IV | vers 1822 | 65 × 49 cm     |                 | Pau, musée national du château                             |
|       | Saint Clair rendant la vue aux aveugles                                                                                                  | 1823      | 283 × 186 cm   |                 | Nantes, cathédrale Saint-Pierre                            |
|       | Saint Étienne martyr | vers 1823 | 212 × 146 cm   |                 | Périgueux, mairie                                          |
|       | Le Martyre de saint Etienne | vers 1824 | 387 × 483 cm   |                 | Paris, musée du Louvre                                     |
|       | Portrait équestre d'Henri IV | 1824      | 342 × 185 cm   |                 | Fontainebleau, musée national du château                   |
|       | Portrait de Pierre-Joseph Besson | 1825      | 65 × 55 cm     |                 | Dijon, musée Magnin                                        |
|       | Portrait de Madame Mauzaisse, mère de l'artiste                                                                                          | 1826      | 60 × 49 cm     |                 | Paris, musée du Louvre                                     |
|       | L'Homme formé par Prométhée et animé par Minerve                                                                                         | 1826      |                |                 | Paris, musée du Louvre                                     |
|       | Portrait de la tante de l'artiste | vers 1826 | 60 × 50 cm     |                 | Beaune, musée des Beaux-Arts                               |
|       | Portrait de Monsieur Mauzaisse, père de l'artiste                                                                                        | vers 1826 | 60 × 45 cm     |                 | Beaune, musée des Beaux-Arts                               |
|       | Portrait de Monsieur Mauzaisse, père de l'artiste                                                                                        | 1827      | 129 × 97 cm    |                 | Melun, musée municipal                                     |
|       | La Sagesse divine donnant des lois aux rois et aux législateurs (esquisse)                                                               | 1827      | 47,5 × 88,5 cm |                 | Quimper, musée des Beaux-Arts                              |
|       | Étude pour un bon génie | 1827      |                |                 | Quimper, musée des Beaux-Arts                              |
|       | Étude pour trois génies | 1827      |                |                 | Quimper, musée des Beaux-Arts                              |
|       | Étude pour un démon | 1827      |                |                 | Quimper, musée des Beaux-Arts                              |
|       | La Sagesse divine donnant des lois aux rois et aux législateurs                                                                          | 1827      |                |                 | Paris, musée du Louvre                                     |
|       | Saint-Vincent Ferrier prêchant | 1831      | 373 × 310 cm   |                 | Vannes, cathédrale Saint-Pierre                            |
|       | Le Printemps | 1833      |                |                 | Paris, musée du Louvre                                     |
|       | L'Été | 1833      |                |                 | Paris, musée du Louvre                                     |
|       | L'Automne | 1833      |                |                 | Paris, musée du Louvre                                     |
|       | L'Hiver | 1833      |                |                 | Paris, musée du Louvre                                     |
|       | Putto de la Terre | 1833      |                |                 | Paris, musée du Louvre                                     |
|       | Putto de l'Eau | 1833      |                |                 | Paris, musée du Louvre                                     |
|       | Putto de l'Air | 1833      |                |                 | Paris, musée du Louvre                                     |
|       | Putto du Feu | 1833      |                |                 | Paris, musée du Louvre                                     |
|       | Les Arts | 1833      | 114 × 147 cm   |                 | Paris, musée du Louvre                                     |
|       | Les Sciences | 1833      | 114 × 147 cm   |                 | Paris, musée du Louvre                                     |
|       | Le Commerce | 1833      | 114 × 147 cm   |                 | Paris, musée du Louvre                                     |
|       | La Guerre | 1833      | 114 × 147 cm   |                 | Paris, musée du Louvre                                     |
|       | Napoléon Ier couronné par le Temps, écrit le Code Civil                                                                                  | 1833      | 131 × 160 cm   |                 | Rueil-Malmaison, châteaux de Malmaison et de Bois-Préau    |
|       | Louis-Philippe donnant la croix au vétéran de Valmy                                                                                      | 1833      | 146 × 190 cm   |                 | Carcassonne, musée des Beaux-Arts                          |
|       | Henri de La Tour d'Auvergne, vicomte de Turenne                                                                                          | 1833      | 215 × 140 cm   |                 | Strasbourg, rectorat                                       |
|       | Charles de La Porte, maréchal de La Meilleraye                                                                                           | 1834      | 215 × 137 cm   |                 | Paris, musée de l'Armée                                    |
|       | Portrait de Frans Van der Meulen | vers 1834 |                |                 | Sceaux, musée de l'Ile-de-France                           |
|       | Portrait de Pierre Puget | vers 1834 |                |                 | Versailles, musée national du château                      |
|       | Portrait de Charles Le Brun (d'après Nicolas de Largillière)                                                                             | vers 1834 |                |                 | Versailles, musée national du château                      |
|       | Portrait d'un jeune enfant | 1835      | 35 × 27 cm     |                 | Dijon, musée Magnin                                        |
|       | Louis de Crevant, duc d'Humières | 1835      | 215 × 142 cm   |                 | Bruxelles, ambassade de France                             |
|       | Philippe d'Artois, comte d'Eu, connétable de France                                                                                      | 1835      | 219 × 143 cm   |                 | Versailles, musée national du château                      |
|       | César-Phébus d'Albret, comte de Miossens, maréchal de France                                                                             | 1835      | 214 × 140 cm   |                 | Versailles, musée national du château                      |
|       | La Prise du château de Pietra | 1836      | 236 × 185 cm   |                 | Versailles, musée national du château                      |
|       | Saint Nicolas | 1837      | 350 × 200 cm   |                 | Bordeaux, mairie                                           |
|       | La Bataille de Fleurus | 1837      | 465 × 543 cm   |                 | Versailles, musée national du château                      |
|       | Louis-Philippe visite le champ de bataille de Valmy                                                                                      | 1837      | 90 × 88 cm     |                 | Versailles, musée national du château                      |
|       | Napoléon Ier dictant ses mémoires aux généraux Montholon et Gourgaud en présence du grand-maréchal Bertrand et du comte de Las Cases.jpg | ca 1840   | 97 × 108 cm    |                 | Rueil-Malmaison, musée national du château                 |
|       | Le Roi Louis VII prend l'oriflamme à Saint-Denis                                                                                         | 1840      |                |                 | Versailles, musée national du château                      |
|       | Portrait de Jean-Baptiste Poquelin, dit Molière                                                                                          | 1841      | 65 × 54 cm     |                 | Versailles, musée national du château                      |
|       | Philippe-Auguste fait élever la grosse tour du Louvre vers 1200                                                                          | vers 1841 | 210 × 165 cm   |                 | Peyrolles-en-Provence, mairie                              |
|       | Portrait de Joseph Paul, comte de Grasse, lieutenant général des armées navales                                                          | 1842      | 91 × 80 cm     |                 | Versailles, musée national du château                      |
|       | Portrait de Turgot | 1842      | 273 × 168,5 cm |                 | Limoges, musée de l'ancien évêché                          |
|       | La Leçon de harpe de madame de Genlis et des enfants du duc d'Orléans (copie d'après Antoine Giroust)                                    | 1842      | 247 × 183 cm   |                 | Paris, Philharmonie de Paris, musée de la Musique          |
|       | Portrait de Joseph-Jérôme, comte Siméon                                                                                                  | 1842      | 73,5 × 57,5 cm |                 | Paris, Cour des Comptes                                    |
|       | Portrait de Gaspard Monge, comte de Péluse, mathématicien                                                                                | 1842      | 64 × 53 cm     |                 | Versailles, musée national du château                      |
|       | Herminie chez les bergers |           | 132 × 100 cm   |                 | Narbonne, musée d'art et d'histoire                        |
|       | Étude pour Napoléon sur son lit de mort                                                                                                  |           | 16,3 × 23 cm   |                 | Rueil-Malmaison, châteaux de Malmaison et de Bois-Préau    |
|       | Napoléon sur son lit de mort, une heure avant son ensevelissement                                                                        | 1843      | 110 × 210 cm   |                 | Rueil-Malmaison, châteaux de Malmaison et de Bois-Préau    |
|       | L'Ouverture du cercueil d'Henri IV à Saint-Denis en 1793                                                                                 | 1844      | 38 × 46 cm     |                 | Pau, musée national du château                             |
|       | Pietà | 1851      | 345 × 210 cm   |                 | Bordeaux, musée des Beaux-Arts                             |
|       | Le Comte Marchand, premier valet de chambre de Napoléon                                                                                  |           | 74 × 60,5 cm   |                 | Rueil-Malmaison, château de Malmaison et de Bois-Préau     |
|       | Antoine, duc d'Aumont, maréchal de France                                                                                                |           | 73 × 57 cm     |                 | Versailles, musée national du château                      |
|       | Portrait du comte Claude-Juste-Alexandre-Louis Legrand (1762-1815), général du premier Empire. D'après Antoine-Jean Gros (1771-1835)     |           | 62,5 x 43,7 cm | huile sur toile | Orléans, musée des Beaux-Arts                              |
|       | Portrait du roi de Rome enfant |           | 32,4 × 24,8 cm |                 | Collection particulière                                    |

- 1810  : Napoléon sur le champ de bataille d'Eylau le 9 février 1807, commandé en 1810 par Napoléon Ier, d'après  de l'œuvre d'Antoine-Jean Gros conservée à Paris au musée du Louvre, 381 × 612 cm.
- 1822 : Figures d'hommes qui portent quatre médaillons imitant le bronze, grisaille, peinture à l'huile, Paris,, palais du Louvre, vestibule de la galerie d'Apollon.
- 1825 : Saint Pierre ; Saint-Jean[réf. nécessaire].
- 1829 : Portrait de Napoléon, ancienne collection du duc d'Orléans[réf. nécessaire].
- 1834 : Bataille de Valmy, 296 × 678 cm, copie à la demande de Louis-Philippe pour le château de Versailles d'après l'original d'Horace Vernet peint en 1828 pour le Palais-Royal (aujourd'hui à la National Gallery de Londres).
- 1834 : Jules Hardouin-Mansard (1645-1708), tondo. Copie à la demande de Louis-Philippe pour le château de Versailles d'après l'original de Hyacinthe Rigaud au musée du Louvre. Sceaux, musée du Domaine départemental de Sceaux.
- 1834 : André Le Nôtre (1613-1700), d'après de Carlo Maratta, tondo, commande de Louis-Philippe pour le château de Versailles.
- 1834 : Antoine Coysevox (1640-1720), tondo, musée du Domaine départemental de Sceaux. Commande de Louis-Philippe pour Versailles d'après l'original de Gilles Allou conservé au château de Versailles.
- 1835 : Reddition de la citadelle de Cambrai, 18 avril 1677, 349 × 597 cm, copie faite à la demande du roi Louis-Philippe pour le musée historique du château de Versailles, d'après l'original de Van der Meulen conservé au musée des Augustins de Toulouse.
- 1835 : Jean-Antoine Baston, comte de Lariboissière (1759-1844), 119 × 99 cm, d'après l'original d'Antoine-Jean Gros (1814) conservé au château de Versailles.
- 1835 : Urbain de Montmorency-Laval marquis de Bois-Dauphin, maréchal de France (?-1629), 71 × 55 cm, commande de Louis-Philippe pour le château de Versailles.
- 1835 : Pons de Lauzières, marquis de Themines, maréchal de France (?-1627), commande de Louis-Philippe pour le château de Versailles.
- 1841 : Jean-Baptiste Poquelin dit Molière (1622-1673), 63 × 52 cm, commande de Louis-Philippe pour le château de Versailles, d'après l'original de Pierre Mignard conservé à Paris à la Comédie-Française.
- 1841 : Guillaume Budé (1467-1540), 64 × 52 cm, château de Versailles.
- 1841 : Michel de Montaigne (1533-1592), 64 × 52 cm, commande de Louis-Philippe, château de Versailles.

### Œuvres non datées
- Deux athlètes, dessin, circa 1835, Valence, musée d'Art et d'Archéologie.
- Un martyr, Valence, musée d'Art et d'Archéologie, ancienne collection Hubert Robert.
- Reddition de la Citadelle de Cambrai, d'après une esquisse d'Henri Testelin faite à partir de l'original de Van der Meulen, localisation inconnue.
- Alexandre de Calonne (1734-1802), localisation inconnue.
- Jean Bart, localisation inconnue.

### Dessins, aquarelles et lithographies
- 1820 : L'Arrivée en France de Napoléon, lithographie, 42 × 57 cm, épreuve  sur vélin, publiée par Motte.
- 1821 : Vers une Bonne Mère, lithographie, 19,5 × 12,6 cm, frontispice, publiée par Chaumerot, Libraire à Paris, Fds: Elisha Whittelsey, Metropolitan Museum of Art, New York, États-Unis.
- 1822 : La Henriade, ornée de dessins lithographiques d'Horace Vernet, avec des portraits de Jean-Baptist Mauzaisse, Paris, in folio de 31 feuilles, soit 85 planches, publiée par Delpech chez P. Dupont, rue de Grenelle Saint-Honoré, hôtel des Fermes et chez E. Dubois au no 58 rue Saint-Guillaume à Paris.
- 1824 : Portrait équestre de Henri IV, gravure sur acier, 21 × 13,5 cm, Pau, musée du château de Pau.
- 1825 : Sacre de Charles X : grand officier de la Couronne, dessin, 67,4 × 47 cm , plume, mine de plomb, encre grise, lavis brun et rehaut de blanc, folio 25 cartonné à dos et coins de peau rouge, ornements par Hittorf et Lecomte, Paris, département des arts graphiques du musée du Louvre.
- 1825 : Sacre de Charles X un officier de la maison de roi, dessin dans l'album du sacre, 66,3 × 46,6 cm, plume, encre grise, mine de plomb, lavis brun et rehaut de blanc, folio 24 cartonné et coins de peau rouge, ornements par Hittorf et Lecomte, Paris, département des arts graphiques du musée du Louvre.
- vers 1825 : Henri IV, lithographie, 29,9 × 22,5 cm, Pau, musée du château de Pau.
- vers 1825 : Henri IV, lithographie, 36,2 × 27,1 cm, provient de La Henriade, Paris, éd; Dubois, 1825. Pau, musée du château de Pau.
- 1826 : Portrait de Madame Mauzaisse mère, 7 × 5,3 cm[Où ?].
- 1827 : Contemporains étrangers de 1790 à 1826, par Mauzaisse et Henri Grévedon réalisant chacun cinq portraits de personnalités contemporaines. Selim II-Gal Foy, d'après un dessin d'Horace Vernet, Ode au général par Casimir Delavigne.
- vers 1830 : Portrait de SARM le duc d'Orléans, 34 × 26 cm, musée des Beaux-Arts de San Francisco.
- vers 1830 : Le Roi Louis-Philippe (1773-1850) en famille à gauche, dessin ovale, crayon noir, 22 × 18 cm, Chantilly, musée Condé.
- 1837 : Académie de femme debout de trois quarts à droite, crayon noir, estompe, ancienne collection de la princesse Louis de Croÿ-Dulmen, acquis 1930, Paris, département des arts graphiques du musée du Louvre.
- 1839 : Allégorie de l'Histoire de Louis-Philippe, château de Versailles.
- 1843 : Napoléon, localisation inconnue.
- 1846 : Napoléon à ses derniers moments, croquis, localisation inconnue.
- vers 1848 : Mort d'Henri IV, localisation inconnue.
- non daté :
  - Mlle Georges Weimer, dessin de Mauzaisse, lithographie de Godefroy Engelmann, 1,8 × 1,30 m.
  - Denis de Villiers, doyen des notaires, peint par Lefèvre, lithographiée par Mauzaisse.
  - Portrait de Jean-Jacques Karpff dit Casimir, localisation inconnue.

## Salons
- 1808 : Salon des artistes français à Paris.
- 1812, Salon des artistes français : Arabe pleurant son coursier mort dans le désert (médaille d'or) ; Portrait de Muneret.
- 1822, Salon des artistes français : Portrait équestre d'Henry IV (modèle conservé à Pau) ; Le Temps montrant les ruines… ; Henri IV, lithographie ; Les Grisailles du vestibule de la galerie d'Apollon ; Le Temps montrant les ruines…, peinture pour le palais du Louvre[4].
- 1824 : Salon des artistes français : Portrait équestre d'Henry IV, modèle de Pau, gravure sur acier ; Martyre de saint Étienne.
- 1831 : Bataille de Valmy.
- 1833 : Les Grisailles du vestibule de la galerie d'Apollon (Les Sciences, Les Arts, Le Commerce, La Guerre) ; Napoléon couronné par le Temps, écrit le Code Civil ; Le Temps montrant les ruines….
- 1837 : Bataille de Fleurus.
- 1839 : Allégorie de l'Histoire de Louis-Philippe.
- 1843 : Napoléon sur son lit de mort.

## Récompenses et distinctions
- 1812 : médaille d'or de première classe pour Arabe pleurant son coursier mort dans le désert.
- 1823 : chevalier de la Légion d'honneur.